# St. Maria und St. Martin (Trier-Pfalzel)

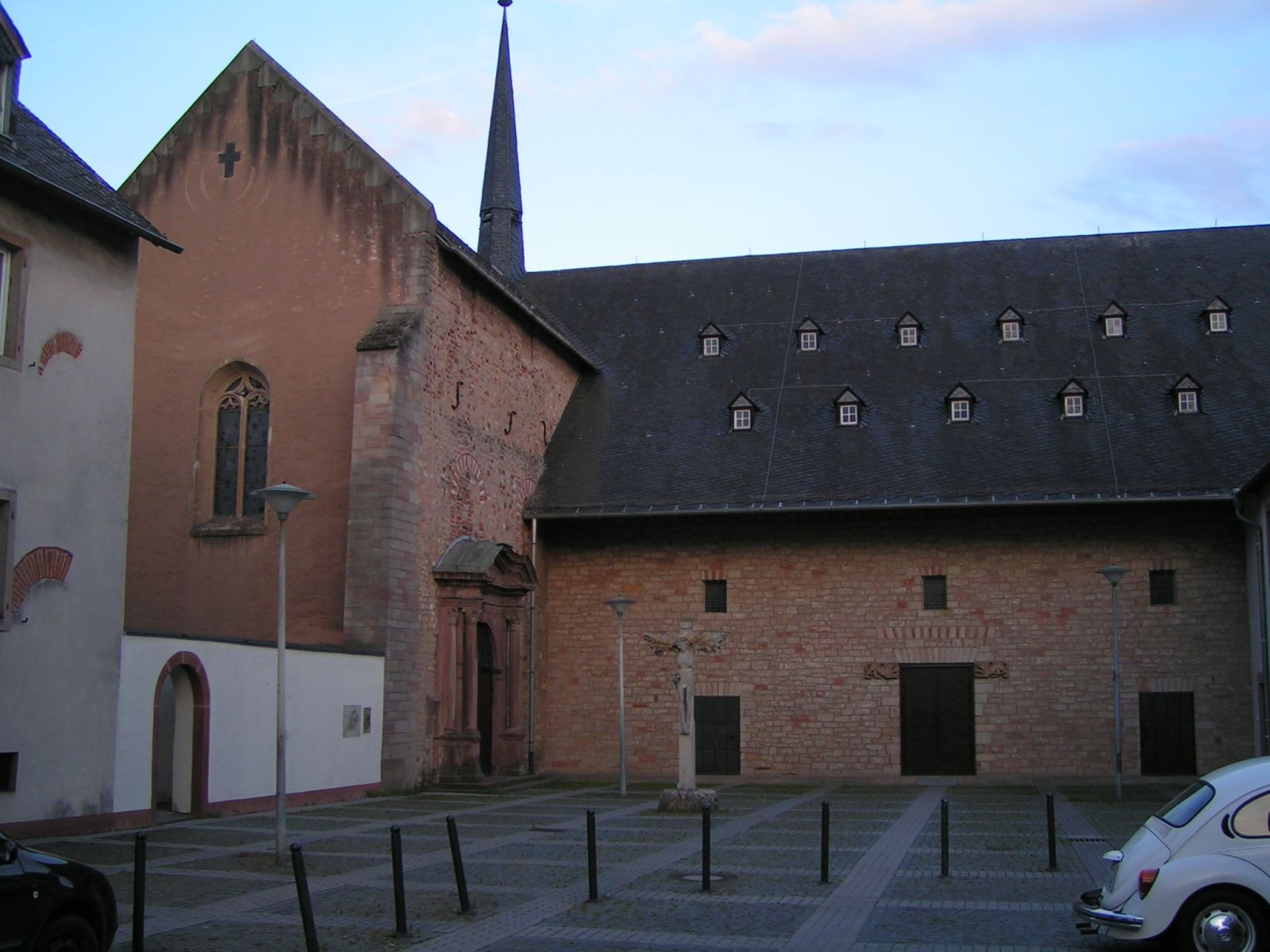
Ehemalige Stiftskirche St. Maria und St. Martin in Pfalzel

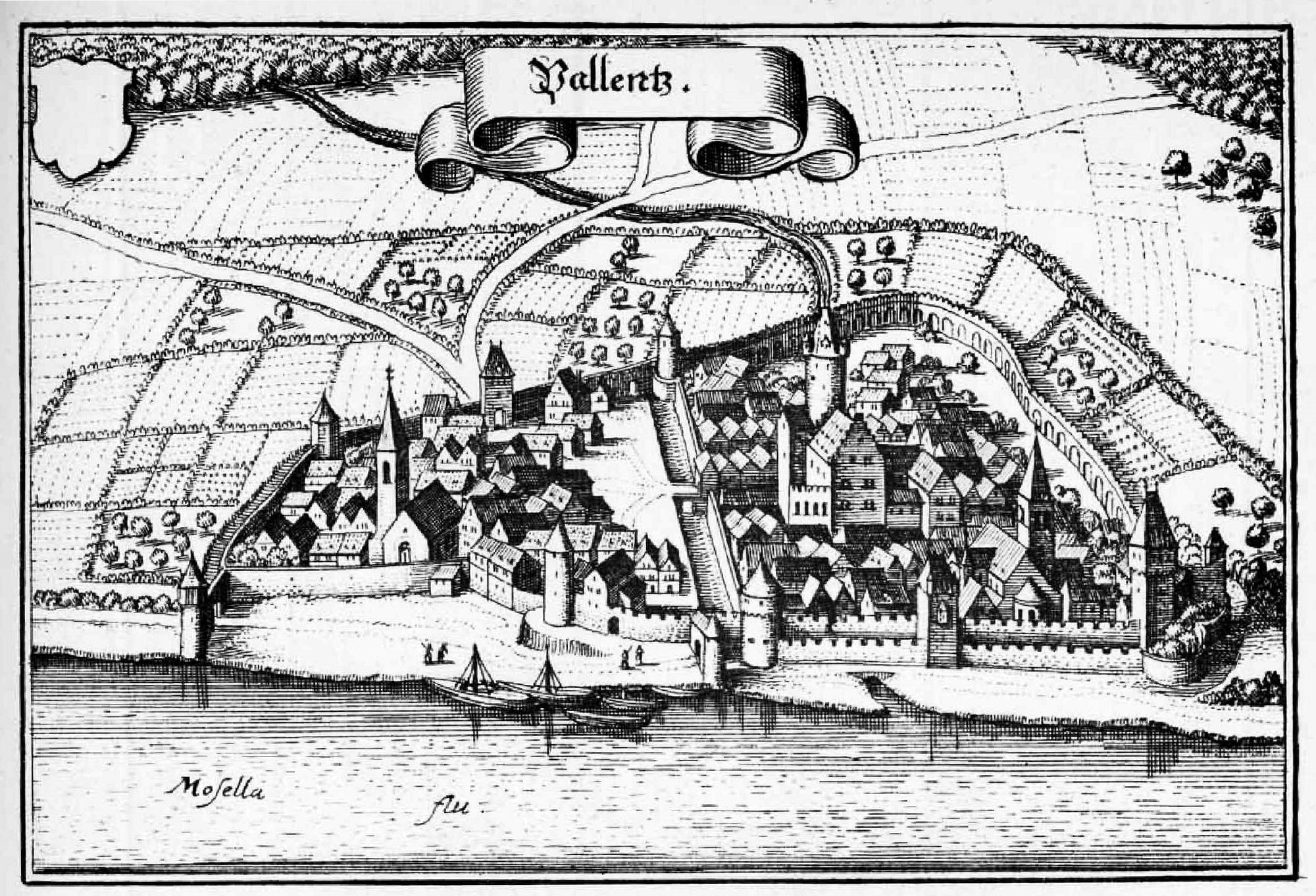
Karte von Merian 1646

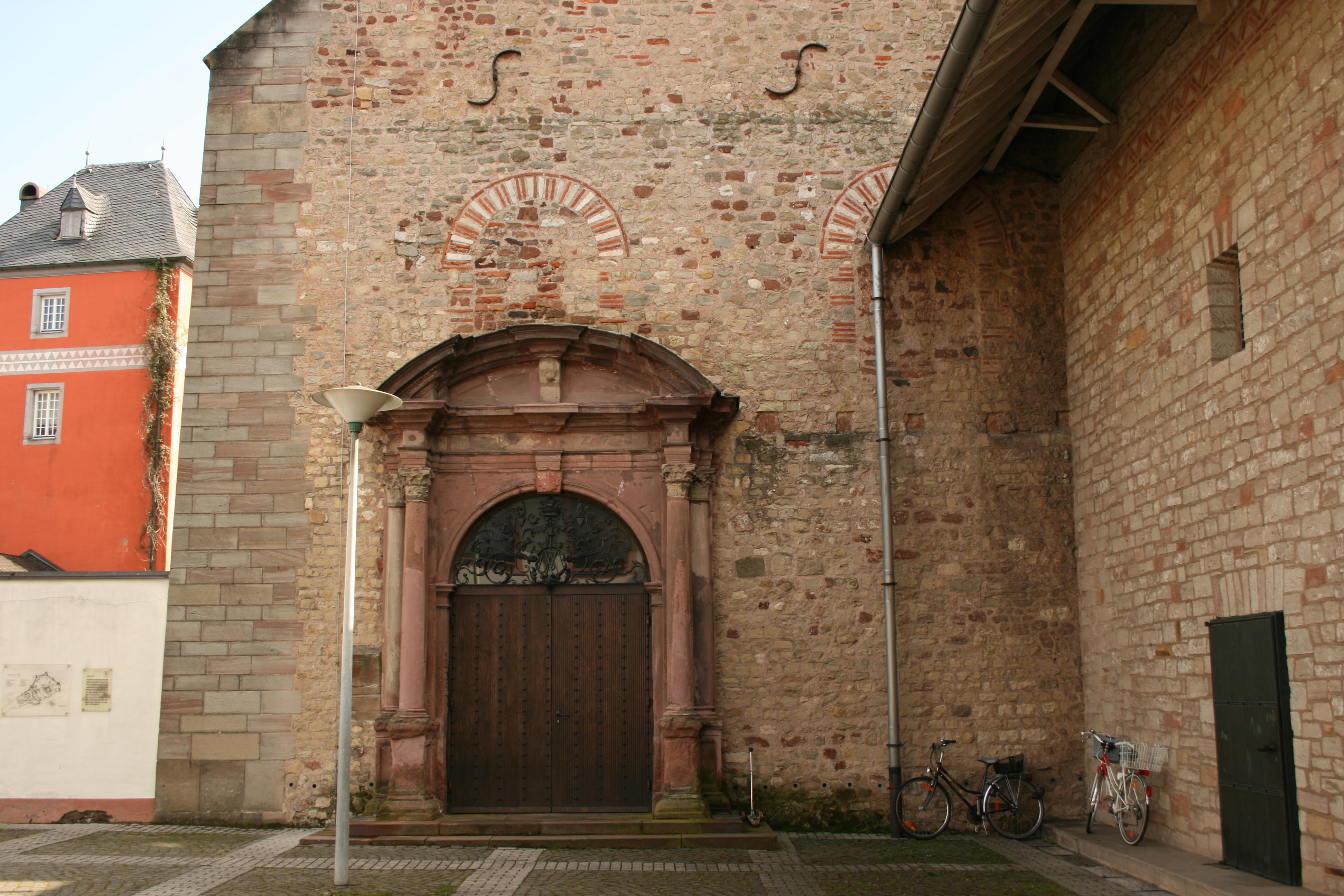
Römische Bogenfenster im Querschiff der Kirche.

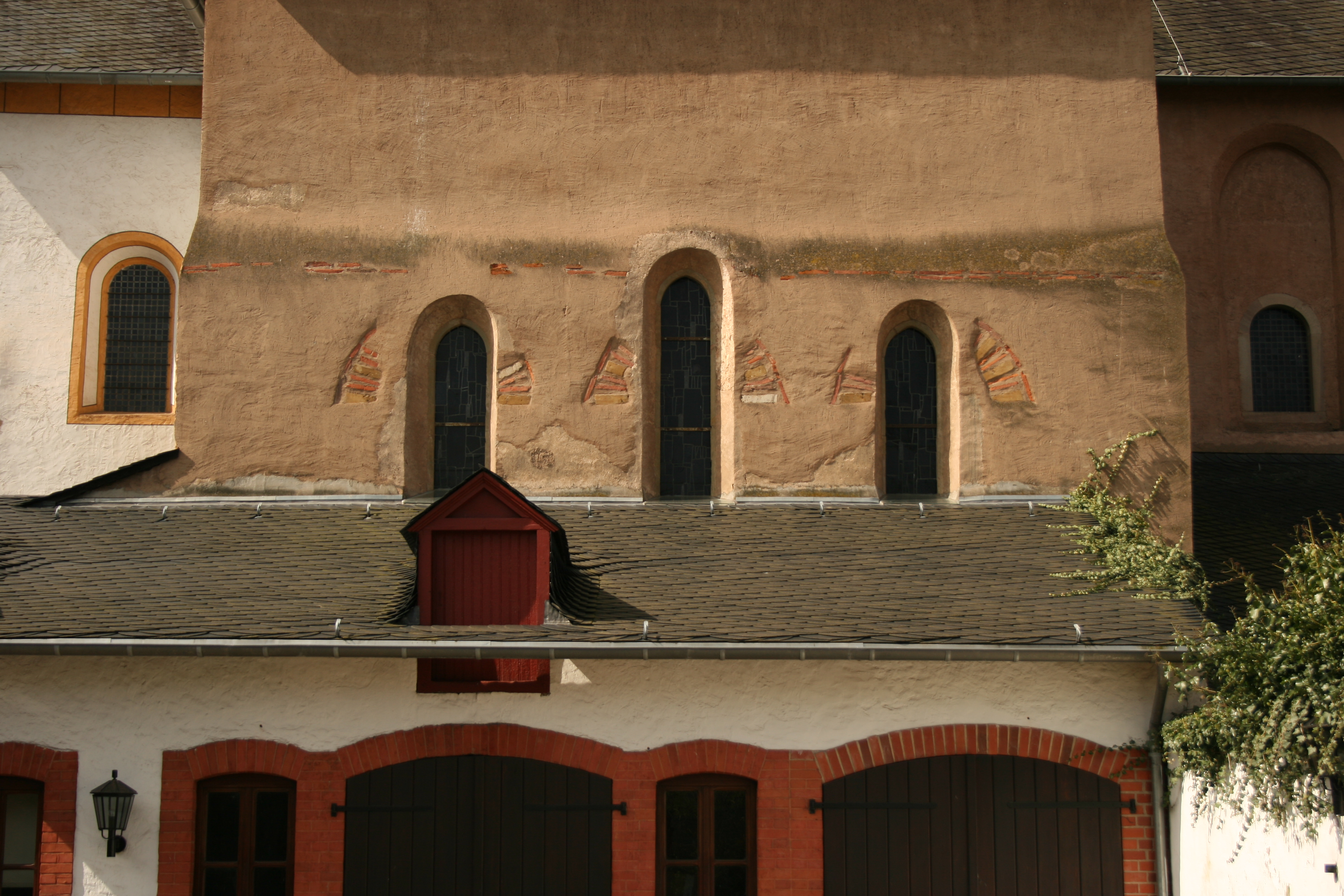
Römisches Mauerwerk auf der Südseite der Kirche.

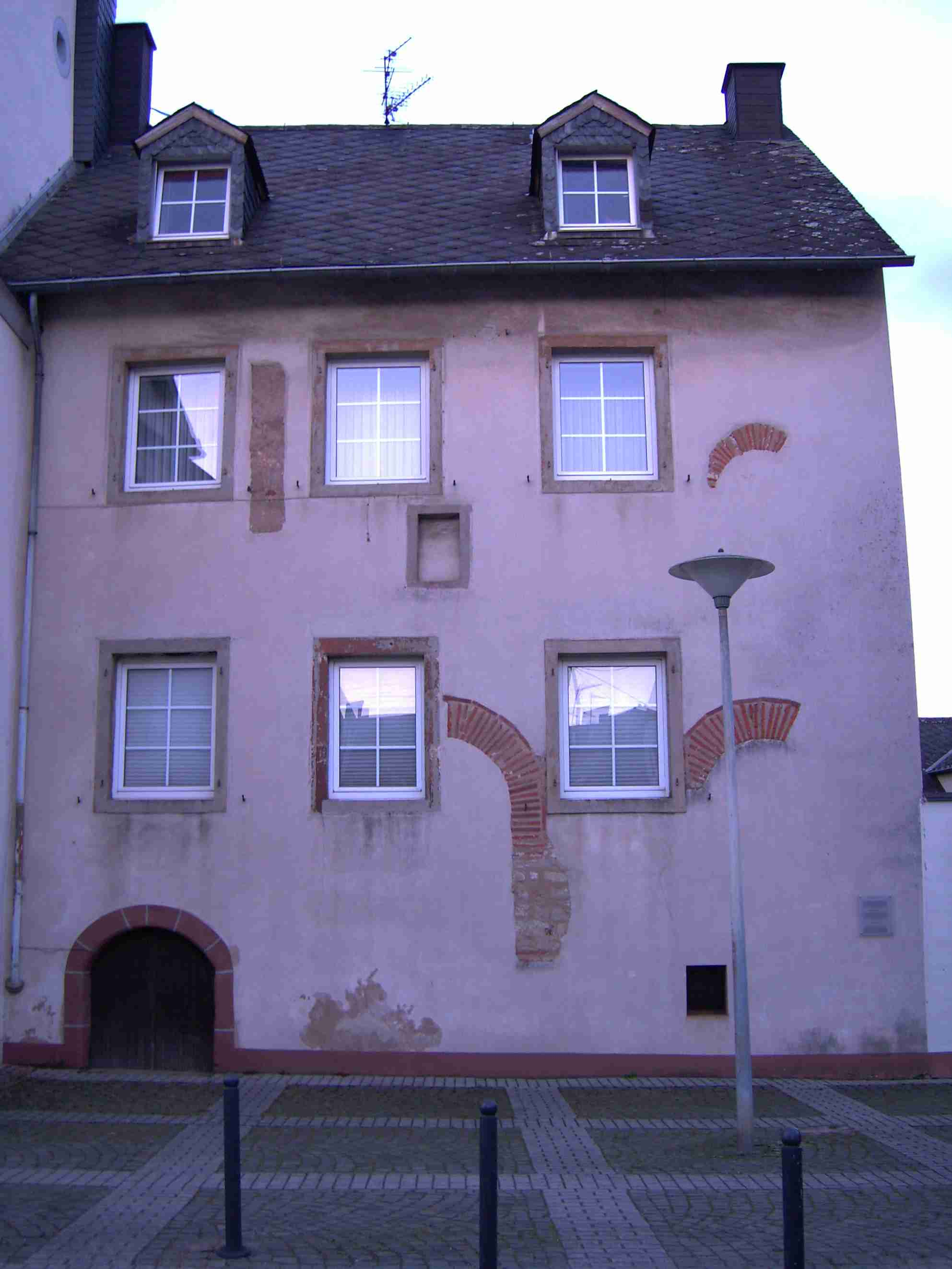
Römisches Mauerwerk an der Fassade der Küsterei.

Die katholische Pfarrkirche St. Maria und St. Martin ist eine ehemalige Stiftskirche in Trier-Pfalzel. Das Gebäude ist denkmalgeschützt.

## Geschichte
Adela, die Tochter der Hl. Irmina, aus dem Hause der Arnulfinger gründete um 700 ein Benediktinerinnenkloster, das später ein Stift wurde. Das Dorf Pfalzel hatte sie vorher von dem Hausmeier Pippin eingetauscht. Adela war die erste Äbtissin, sie unterstellte das Kloster dem Trierer Erzbischof.
Für den Bau der Kirche wurde die Südostecke des römischen Palatiolum mit seinen hohen Mauern genutzt. Es entstand ein kreuzförmiger Bau. Ein Arm wurde als einschiffiges Langhaus verlängert. Der Chor schloss gerade ab. Das Dach war flach gedeckt. Um dem Verfall der Klosterzucht Einhalt zu gebieten, wandelte Erzbischof Poppo 1037 das Damenstift in ein Kanonikerstift um. Das Langhaus ließ er nach Westen verlängern. Aus dem Abbruchmaterial des Palatiolum wurde Ende des 11. Jahrhunderts eine halbrunde Apsis angebaut. Um 1230 erfolgte die Einwölbung mit Kreuzrippengewölben. Ein Glockenturm wurde 1500 gebaut, dieser wurde im Anfang des 19. Jahrhunderts wieder abgerissen. Fast alle Fenster wurden im 18. Jahrhundert vergrößert, um mehr Licht in das Gebäude zu lassen.
Das Stift wurde 1802 aufgehoben, die Kirche wurde versteigert. Nach mehreren Besitzerwechseln und Nutzungen als Scheune und Lager wurde sie 1927 von der Pfarrgemeinde gekauft. Bei einem Neubau 1906–1908, unter der Leitung des Dombaumeisters Becker, wurde die alte Kirche mit einbezogen. Der westliche Kreuzarm wurde 1944 zerstört. Heinrich Otto Vogel baute von 1962 bis 1965 die Kirche mit den Stilmitteln der fünfziger und sechziger Jahre wieder auf. Die Vorgängerkirche wurde als Querhaus erhalten, und das Gebäude wurde dreischiffig erweitert.
Die Kirche ist äußerlich schmucklos und einfach. Die Apsis wird durch Rundbogenfries und Pilaster in fünf Felder mit rundbogigen Blenden unterteilt. Eine spätgotische Vorhalle mit barockem Portal steht an der Südseite des Langhauses. Die Marienkapelle schließt sich an das südliche Querschiff an, sie war schon Bestandteil des römisch-fränkischen Palatiolum. Im 13. Jahrhundert wurde sie eingewölbt und 1468 durch einen Chor erweitert.

## Ausstattung
- Statue der Mutter Gottes aus dem 18. Jahrhundert als Darstellung der unbefleckten Empfängnis.
- Beichtstuhl mit Holzschnitzereien
- Schrein mit Reliquien der Adula
- Tabernakel mit biblischen Motiven an den Seiten und einem Moseltypischen Motiv Christus tritt die Kelter. Der Schrein steht auf einer geschmiedeten Stele mit durchbrochenem Pyramidendach.
- Achtsitziges Chorgestühl vom Ende des 18. Jahrhunderts steht hinter dem Altar. Es ist mit Lorbeerumrahmungen und Pilastern geschmückt.
- Figuren der Apostel Petrus und Andreas über dem Chorgestühl
- Altaraufsatz von in der Nebenkapelle von 1542, in der Mitte befindet sich eine Kreuzigungsgruppe. Der Altar wurde gestiftet von Johann Diungin, Scholastiker und Kanoniker des hiesigen Stiftes und Kellner des Kurfürsten von Trier.
- Abbildungen des heiligen Martin und des heiligen Eligius in der linken Seitennische
- Ahnenwappen des 1557 verstorbenen Diungin.
- stark beschädigte Gedenktafel von 1600 aus der Werkstatt des Hans Ruprecht Hoffmann. Sie ist dem Stiftsdekan und Rektor der kurfürstlichen Universität Trier Petrus Homphaeus geweiht.
- Taufstein in der Taufkapelle vom Bildhauer Willy Hahn
- Grabmal des kurtrierischen Hauptmannes Pankratius Sauerzapf von Sulzbach, gefallen 1568 bei einem Gefecht vor der Porta Nigra.
- Marienstatue aus dem 14. Jahrhundert. Diese ist aus rötlichem Sandstein gehauen und etwa 1,10 Meter hoch.
- Statue des Heiligen Josef aus dem 18. Jahrhundert.
- Anna selbdritt von 1500 aus einer schwäbisch-süddeutschen Werkstatt. 1962 wurden bei einer Restaurierung Spuren der Urfassung gefunden.
- Statue des heiligen Eligius.
- Kreuz über dem Hauptaltar, es diente früher als Missionskreuz. Es wurde restauriert und von etlichen Farbschichten befreit.[2]

## Orgel
Die Orgel wurde im Jahre 2000 von dem Orgelbauer Metzler (Dietikon) erbaut. Das Instrument hat 30 Register und zwei Transmissionen auf drei Manualen und Pedal. Die Spieltrakturen Registertrakturen sind mechanisch.
| I Rückpositiv C–g3 |            |        |
| 1.                 | Rohrflöte  | 8′     |
| 2.                 | Praestant  | 4′     |
| 3.                 | Holzflöte  | 4′     |
| 4.                 | Nasard     | 2 ⁄3′  |
| 5.                 | Doublette  | 2′     |
| 6.                 | Terz       | 1 3⁄5′ |
| 7.                 | Larigot    | 1 ⁄3′  |
| 8.                 | Fourniture | 1′     |
| 9.                 | Cromorne   | 8′     |

| II Hauptwerk C–g3 |            |       |
| 10.               | Bourdon    | 16′   |
| 11.               | Prinzipal  | 8′    |
| 12.               | Bourdon    | 8′    |
| 13.               | Viola      | 8′    |
| 14.               | Octave     | 4′    |
| 15.               | Spitzflöte | 4′    |
| 16.               | Doublette  | 2′    |
| 17.               | Mixtur     | 1 ⁄3′ |
| 18.               | Cornett V  | 8′    |
| 19.               | Trompete   | 8′    |
| 20.               | Clairon    | 4′    |

| III Brustwerk C–g3 |            |        |
| 21.                | Gedackt    | 8′     |
| 22.                | Salicional | 4′     |
| 23.                | Rohrflöte  | 4′     |
| 24.                | Cornet II  | 2 1⁄3′ |
| 25.                | Vox humana | 8′     |

| Pedalwerk C–f1 |                 |     |
| 26.            | Subbass         | 16′ |
| 27.            | Oktavbass       | 8′  |
| 28.            | Viola (Nr.13)   | 8′  |
| 29.            | Octave          | 4′  |
| 30.            | Posaune         | 16′ |
| 31.            | Trompette       | 8′  |
| 32.            | Clairon (Nr.20) | 4′  |

- Koppeln: I/II, III/II, I/P, II/P, III/P